# Adade-Baladã
Adade-Baladã (em acádio: IM-Dumu.us SUM-na; romaniz.: Adad-apla-iddina; "Adade ofereceu um filho") foi o oitavo rei da Segunda dinastia de Isim da Babilônia. Reinou entre 1 068 a.C. à 1 047 a.C. e sucedeu a Marduquesapiquezeri. Ele foi contemporâneo de Assurbelcala da Assíria, onde deu sua filha para casar-se com o rei assírio.

## História
Seu reinado foi uma época de ouro para estudiosos, e ele aparece duas vezes na Lista de Sábios e Estudiosos de Uruque, ao lado de Sagilquinamubibe e Esagiquinapli.  O Teodicea babilônico estudioso aparentemente foi composta Sagilquinamubibe, durante o seu reinado,  de acordo com um catálogo mais tarde literária.
Adade-Baladã reconstruiu extensivamente, incluindo o Ingurenlil, a muralha da cidade babilônica, que havia desabado há muito tempo, segundo uma inscrição de cilindro, e o Nimite-Marduque, baluarte da muralha de Nipur, comemorado em um cone. Ele fez uma oferta votiva de um cinto de ouro gravado à estátua de Nebo no templo Ezida em Borsipa. A rampa que leva ao templo Ninezena em Isim traz as inscrições de seus reparos. Em Larsa, Adade-Baladã reparou o templo de Ebabar, e em Quis, e também reconstruiu o Emeteursague, para o deus Zababa.